# Comuna Izvoarele, Prahova
Izvoarele (mai vechi, Isvoare) este o comună în județul Prahova, Muntenia, România, formată din satele Cernești, Chirițești, Homorâciu, Izvoarele (reședința), Malu Vânăt și Schiulești.

## Așezare
Comuna se află în zona montană a județului, în bazinul hidrografic al Teleajenului, pe o vale străjuită de munții Nebunul Mare, Moașa și Trifoiu și drenată de pârâul Crasna. Prin comună trece șoseaua națională DN1A, care leagă Ploieștiul de Brașov prin Vălenii de Munte. La Homorâciu, din acest drum se ramifică șoseaua județeană DJ102, care duce la Slănic, Vărbilău, Dumbrăvești, Plopeni, Păulești și Ploiești (unde se intersectează cu DN1B).
Comuna Izvoarele este traversată și de calea ferată Ploiești Sud-Măneciu, pe care este deservită de stațiile Homorâciu și Izvoarele.

## Demografie
Componența etnică a comunei Izvoarele
     Români (91,53%)
     Romi (1,24%)
     Alte etnii (0,03%)
     Necunoscută (7,2%)
Componența confesională a comunei Izvoarele
     Ortodocși (90,96%)
     Alte religii (1,37%)
     Necunoscută (7,67%)
Conform recensământului efectuat în 2021, populația comunei Izvoarele se ridică la 6.127 de locuitori, în scădere față de recensământul anterior din 2011, când fuseseră înregistrați 6.577 de locuitori. Majoritatea locuitorilor sunt români (91,53%), cu o minoritate de romi (1,24%), iar pentru 7,2% nu se cunoaște apartenența etnică. Din punct de vedere confesional, majoritatea locuitorilor sunt ortodocși (90,96%), iar pentru 7,67% nu se cunoaște apartenența confesională.

## Politică și administrație
Comuna Izvoarele este administrată de un primar și un consiliu local compus din 15 consilieri. Primarul, Ioan-Paul Grigore[*], de la Partidul Social Democrat, este în funcție din 2016. Începând cu alegerile locale din 2024, consiliul local are următoarea componență pe partide politice:
|  | Partid                      | Consilieri | Componența Consiliului | Componența Consiliului | Componența Consiliului | Componența Consiliului | Componența Consiliului | Componența Consiliului | Componența Consiliului | Componența Consiliului | Componența Consiliului | Componența Consiliului | Componența Consiliului | Componența Consiliului |
|  | --------------------------- | ---------- | ---------------------- | ---------------------- | ---------------------- | ---------------------- | ---------------------- | ---------------------- | ---------------------- | ---------------------- | ---------------------- | ---------------------- | ---------------------- | ---------------------- |
|  | Partidul Social Democrat    | 12         |                        |                        |                        |                        |                        |                        |                        |                        |                        |                        |                        |                        |
|  | Partidul Național Liberal   | 2          |                        |                        |                        |                        |                        |                        |                        |                        |                        |                        |                        |                        |
|  | Partidul România în Acțiune | 1          |                        |                        |                        |                        |                        |                        |                        |                        |                        |                        |                        |                        |

## Istorie
În 1864, comuna Isvoare făcea parte din plaiul Teleajen, iar în 1871 avea 1155 locuitori.
La sfârșitul secolului al XIX-lea, comuna făcea parte din plaiul Teleajen al județului Prahova și era formată din satele Izvoarele și Costeni (astăzi, în comuna Măneciu). Comuna avea 1475 de locuitori, o școală fondată la 1875 frecventată de 78 de elevi (din care 10 fete), 6 mori și 2 pive, din care o moară și o pivă pe Teleajen și restul pe Crasna. În comună era câte o biserică ortodoxă în fiecare sat, precum și o mănăstire înființată în 1812. Restul satelor, anume Malul Vânăt, Cernești, Schiulești, Homorâciu-Pământeni și Homorâciu-Ungureni alcătuiau comuna Homorâciurile. Aceasta avea 2289 de locuitori, o școală înființată în 1842 și frecventată de 100 de elevi (din care 3 fete), două mori (una pe Crasna și una pe Teleajen) și două biserici: una în Schiulești, înființată de locuitori în 1842 și una în Homorâciu zidită în 1744 de căpitanul Iane și soția sa Anica.
În perioada interbelică, comunei Izvoarele i-a fost arondat și satul Chirițești (anterior, în comuna Drajna de Jos), comuna ajungând la o populație de 2120 de locuitori, în vreme ce comuna Homorâciu avea 3120 de locuitori. Atât comuna Izvoarele, cât și comuna Homorâciu făceau parte atunci din plasa Văleni din județul Prahova.
În 1950, ele au fost arondate raionului Teleajen din regiunea Prahova și apoi regiunea Ploiești. În 1968, comuna Homorâciu a fost desființată și inclusă în întregime în comuna Izvoarele, iar satul Costeni a trecut la comuna Măneciu, toate acestea fiind arondate județului Prahova, reînființat.

## Monumente istorice
În comuna Izvoarele se află trei monumente istorice de arhitectură de interes național: biserica „Adormirea Maicii Domnului” (1743–1744, cu absidele laterale construite în 1877) din satul Homorâciu; biserica „Sfinții Voievozi” (1854) din Izvoarele; și schitul Crasna (începutul secolului al XVIII-lea, 1824–1828) din satul Schiulești, ansamblu format din biserica „Sfinții Împărați Constantin și Elena”, turnul-clopotniță și o fântână.
În rest, alte unsprezece obiective din comună sunt incluse în lista monumentelor istorice din județul Prahova ca monumente de interes local. Unul este un sit arheologic, așezarea fortificată din Epoca Bronzului (cultura Monteoru), aflată „la Cetățuie”, în zona satului Cernești. Celelalte zece sunt clasificate ca monumente de arhitectură: casele Anghel Ciocea, Alexandru Ciurilă și Gheorghe O. Ene (sfârșitul secolului al XIX-lea), casa Dumitru Ionescu (prima jumătate a secolului al XIX-lea, astăzi Muzeu Sătesc), toate patru din Homorâciu; ruinele conacului Nae Gaftoi (sfârșitul secolului al XIX-lea); casele Eufrosina Săcuiu (1898), Constantin N. Manolică (începutul secolului al XX-lea), Maria Ciobanu (sfârșitul secolului al XIX-lea), Sevasta Zârnă și Ana Onea (începutul secolului al XX-lea), ultimele șase din satul Izvoarele.